# The Demo Compilation
The Demo Compilation är ett samlingsalbum av det svenska hardcorebandet Refused, utgivet som CD 1997. Det sammanställer demokassetterna Refused och Operation Headfirst plus några bonusspår.

## Låtlista
1. "Re-Fused" - 2:41
2. "Another One" - 2:20
3. "Enough Is Enough" - 2:07
4. "Fusible Front" - 2:26
5. "Reach Out" - 2:07
6. "Fudge" - 2:33
7. "Blind" - 3:05
8. "Back in Black" - 3:36
9. "The New Deal" - 2:13
10. "I Wish" - 2:55
11. "Where Is Equality" - 2:17
12. "Who Died" - 1:52
13. "Burn" - 3:33
14. "Racial Liberation" - 2:30
15. "Hate Breeds Hate" - 3:28
16. "I'll Choose My Side" - 2:51
17. "The Marlboro Man Is Dead" - 3:02
18. "Defeated" - 2:21
19. "Live Wire" - 3:02
20. "Gratitude" - 2:39
21. "No Reason Why" - 2:20

## Utgiven av
- Startracks (1997)
- Burning Heart Records (1997)